# Bouilly (tổng)
Tổng Bouilly là một tổng của Pháp nằm ở tỉnh Aube trong vùng Grand Est.
Tổng này được tổ chức xung quanh Bouilly ở quận Troyes. 

## Hành chính
| Giai đoạn | Ủy viên       | Đảng | Tư cách             |
| --------- | ------------- | ---- | ------------------- |
| 2004-2010 | Daniel Lebeau | PS   | Thị trưởng Buchères |

## Các đơn vị hành chính
Tổng Bouilly bao gồm 28 xã với dân số 9 407 người (điều tra năm 1999, dân số không tính trùng).
| Xã                      | Dân số | Mã bưu chính | Mã insee |
| ----------------------- | ------ | ------------ | -------- |
| Assenay                 | 95     | 10320        | 10013    |
| Les Bordes-Aumont       | 294    | 10800        | 10049    |
| Bouilly                 | 1 090  | 10320        | 10051    |
| Buchères                | 1 345  | 10800        | 10067    |
| Cormost                 | 262    | 10800        | 10104    |
| Crésantignes            | 269    | 10320        | 10116    |
| Fays-la-Chapelle        | 143    | 10320        | 10147    |
| Isle-Aumont             | 543    | 10800        | 10173    |
| Javernant               | 113    | 10320        | 10177    |
| Jeugny                  | 387    | 10320        | 10179    |
| Lirey                   | 94     | 10320        | 10198    |
| Longeville-sur-Mogne    | 94     | 10320        | 10204    |
| Machy                   | 112    | 10320        | 10212    |
| Maupas                  | 82     | 10320        | 10229    |
| Montceaux-lès-Vaudes    | 217    | 10260        | 10246    |
| Moussey                 | 399    | 10800        | 10260    |
| Roncenay                | 134    | 10320        | 10324    |
| Saint-Jean-de-Bonneval  | 351    | 10320        | 10342    |
| Saint-Léger-près-Troyes | 615    | 10800        | 10344    |
| Saint-Pouange           | 719    | 10120        | 10360    |
| Saint-Thibault          | 462    | 10800        | 10363    |
| Sommeval                | 278    | 10320        | 10371    |
| Souligny                | 359    | 10320        | 10373    |
| La Vendue-Mignot        | 246    | 10800        | 10402    |
| Villemereuil            | 229    | 10800        | 10416    |
| Villery                 | 287    | 10320        | 10425    |
| Villy-le-Bois           | 56     | 10800        | 10434    |
| Villy-le-Maréchal       | 132    | 10800        | 10435    |

## Thông tin nhân khẩu
| 1962                                                     | 1968  | 1975  | 1982  | 1990  | 1999  |
| -------------------------------------------------------- | ----- | ----- | ----- | ----- | ----- |
| 5 064                                                    | 5 775 | 6 817 | 8 423 | 9 405 | 9 407 |
| Nombre retenu à partir de 1962 : dân số không tính trùng |       |       |       |       |       |